# 太平山パーキングエリア

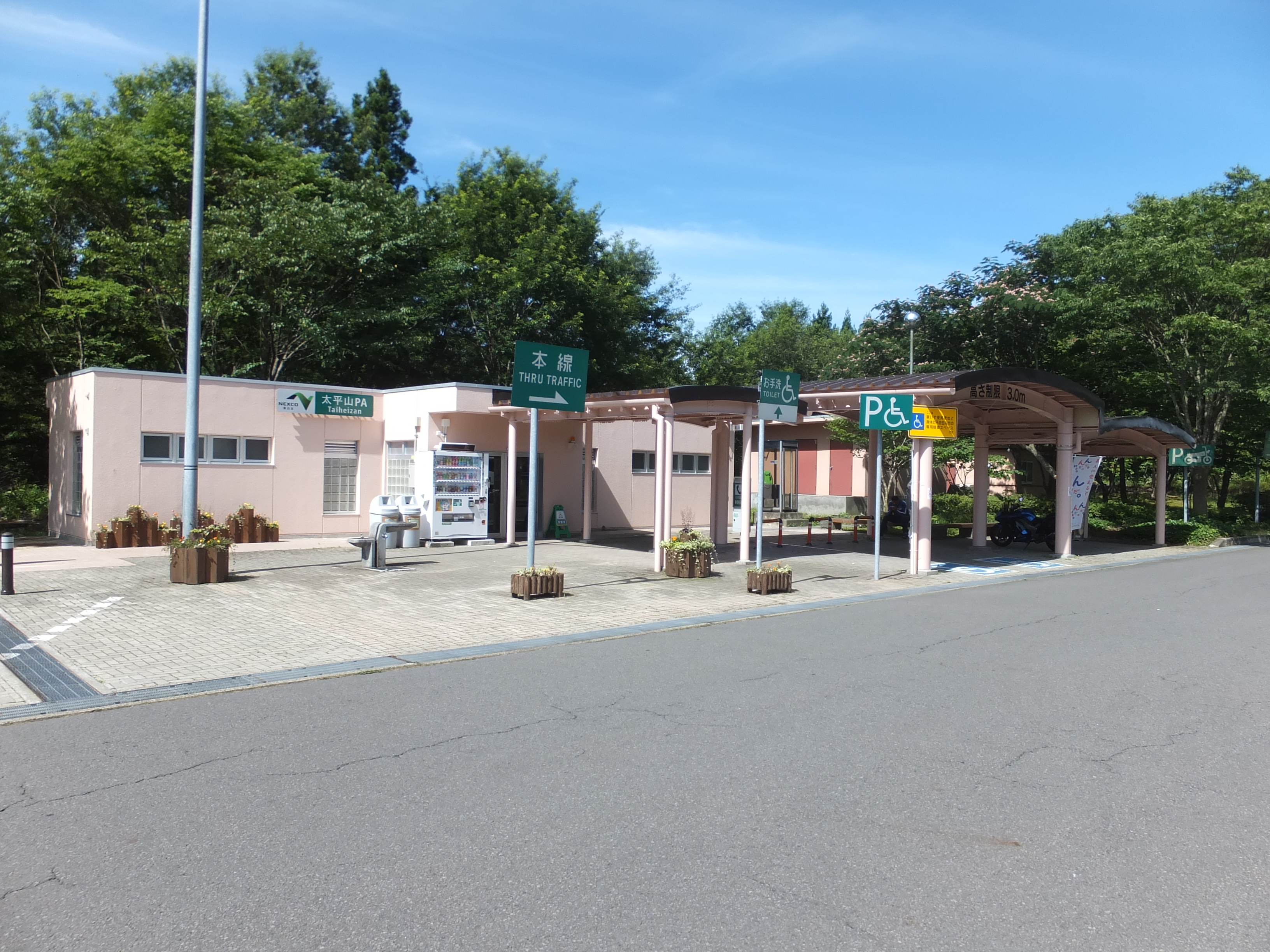
下り線施設

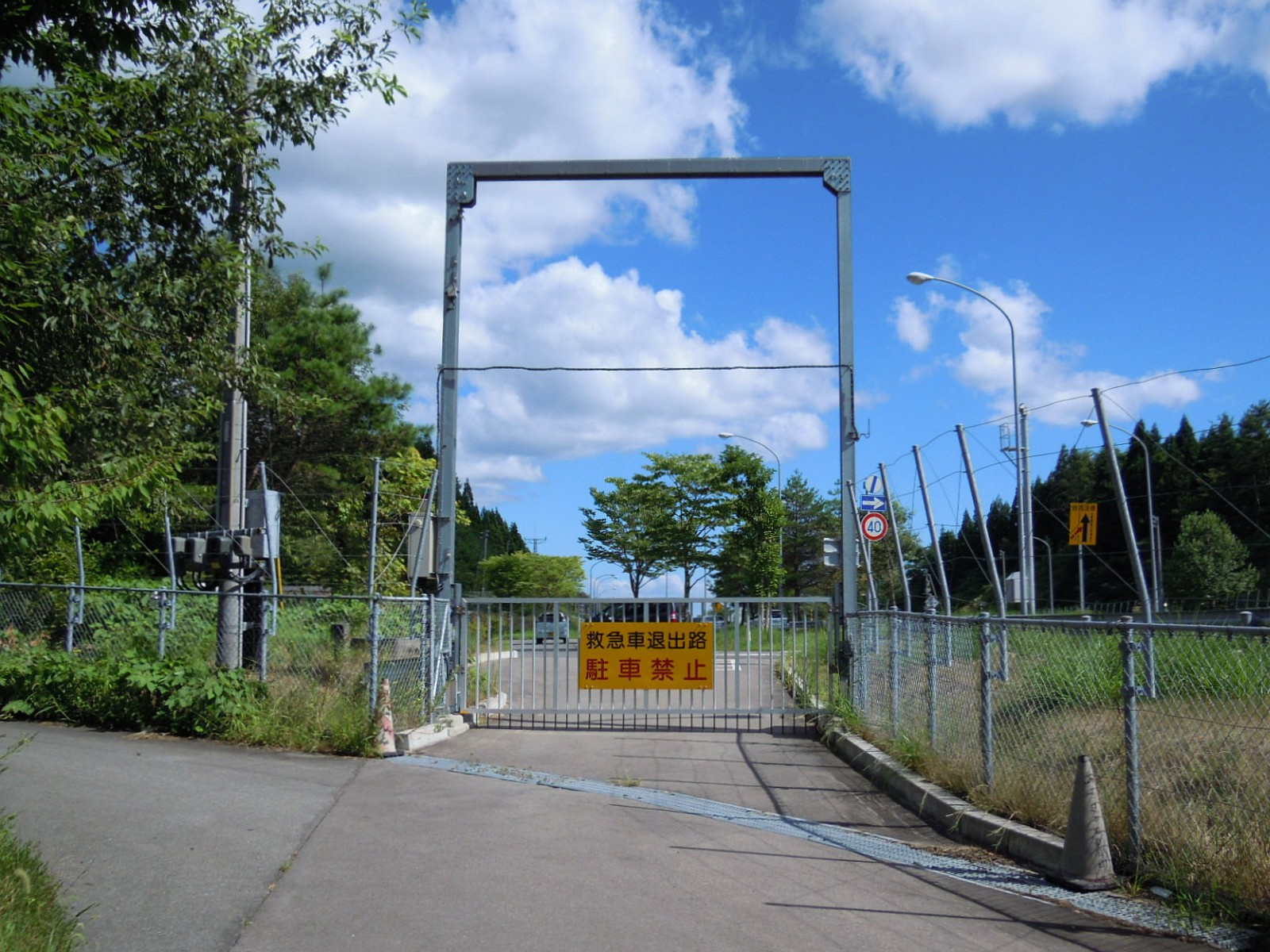
上り線にある救急車緊急退出路（一般道側から）

太平山パーキングエリア（たいへいざんパーキングエリア）は、秋田県秋田市にある秋田自動車道のパーキングエリアである。

## 道路
- E7 秋田自動車道

## 施設

### 上り線（北上方面）
- 駐車場
  - 小型20台
  - 大型6台
    - 「森のオアシス」として、木立の中に小型（普通車）を止めて休憩できるスペースが複数台分用意されている
- トイレ
  - 男性 大2（和式1・洋式1）・小5
  - 女性 6（和式1・洋式5）
    - 同伴の男児用 1

  - 車椅子用 1
- 自動販売機
- 秋田大学医学部附属病院や秋田県立循環器・脳脊髄センターへ向かう救急車緊急退出路が設けられている

### 下り線（能代方面）
- 駐車場
  - 小型12台
  - 大型6台
- トイレ
  - 男性 大2（和式1・洋式1）・小5
  - 女性 7（和式1・洋式5）
    - 同伴の男児用 1

  - 車椅子用 1
- 自動販売機

## 隣
E7 秋田自動車道
(7)秋田中央IC - 太平山PA - (8)秋田北IC